# Yoshio Kodama
Yoshio Kodama (児玉 誉士夫, Kodama Yoshio; Nihonmatsu, 18 februari 1911 - Tokio, 17 januari 1984) was een Japans oorlogsmisdadiger en crimineel. Tijdens zijn hoogtijdagen was hij tussenpersoon tussen invloedrijke politici en de yakuza. 